# Get Down with It!
| Recensione | Giudizio |
| ---------- | -------- |
| AllMusic   |          |

Get Down with It! (sottotitolo: The White Knight of Soul 1959-72) è una Compilation su CD del cantante soul statunitense Wayne Cochran, pubblicato dall'etichetta discografica australiana Ravien Records nel gennaio del 2005.

## Tracce

### CD
1. Last Kiss – 2:25 (Wayne Cochran)
2. The Coo – 2:16 (Chick Thompson, Ray Stevens, Wayne Cochran)
3. Harlem Shuffle – 2:29 (Kenneth Roane)
4. Get Down with It – 2:27 (Bobby Marchan)
5. No Rest for the Wicked – 2:38 (Wayne Cochran)
6. Goin' Back to Miami – 2:40 (Charles Brent, Wayne Cochran)
7. Some-A' Your Sweet Love – 3:03 (Abner Spector)
8. When My Baby Cries – 3:20 (Abner Spector)
9. Get Ready – 2:26 (William Robinson)
10. Boom Boom – 3:03 (John Lee Hooker)
11. The Peak of Love – 2:12 (Billy Davis, Sugar Pie DeSanto)
12. I'm Leaving It Up to You – 3:07 (Dewey Terry, Don Harris)
13. You Can't Judge a Book by the Cover – 2:36 (Willie Dixon)
14. Big City Woman – 2:57 (Eddie Hinton)
15. Little Bitty Pretty One – 2:12 (Robert Byrd)
16. I'm Your Hoochie Coochie Man – 2:59 (Willie Dixon)
17. Up in My Mind – 2:48 (Abner Spector, Bobby Simms)
18. Somebody's Been Cuttin' in on My Groove – 3:45 (Charles Brent, Wayne Cochran)
19. Sleepless Nights – 4:14 (Charles Brent, Wayne Cochran)
20. Sittin' in a World of Snow – 4:31 (Charles Brent, Wayne Cochran)
21. We're Gonna Make It – 5:39 (Billy Davis, Clifton Smith, Gene Barge, Raynard Miner)
22. Life's Little Ups and Downs (Part 2) – 3:28 (Margaret Ann Rich)
23. C.C. Rider – 3:46 (Tradizionale; arrangiamento di Charles Brent e Wayne Cochran)
24. Rider's Blues – 2:30 (Charles Brent, Wayne Cochran)

## Musicisti
- Wayne Cochran - voce solista
- The C.C. Riders - gruppo musicale di supporto

Note aggiuntive
- Wayne Cochran e The C.C. Riders - produttori (dal brano numero 1 al brano numero 7 e dal brano numero 22 al brano numero 24)
- Abner Spector - produttore (dal brano numero 8 al brano numero 17)
- Larry Cohn - produttore (dal brano numer 18 al brano numero 21)
- Keith Glass con Michael McDonald - compilazione e scelta dei brani, note interne al CD
- Warren Barnett - masterizzazione CD